# 라군다시

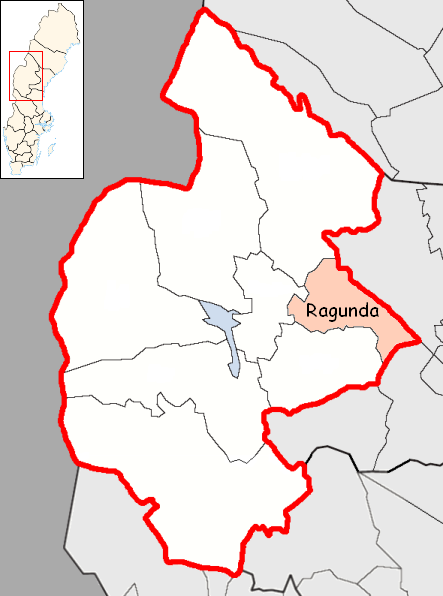
라군다 시의 위치

라군다시(스웨덴어: Ragunda kommun)는 스웨덴 옘틀란드주에 위치한 지방 자치체로 행정 중심지는 함마르스트란드이며 면적은 2,633.11km2, 인구는 5,415명(2016년 12월 31일 기준), 인구 밀도는 2.1명/km2이다.

시 문장